# 漢奇斯坎查山
11°37′55″S 76°14′49″W / 11.63194°S 76.24694°W

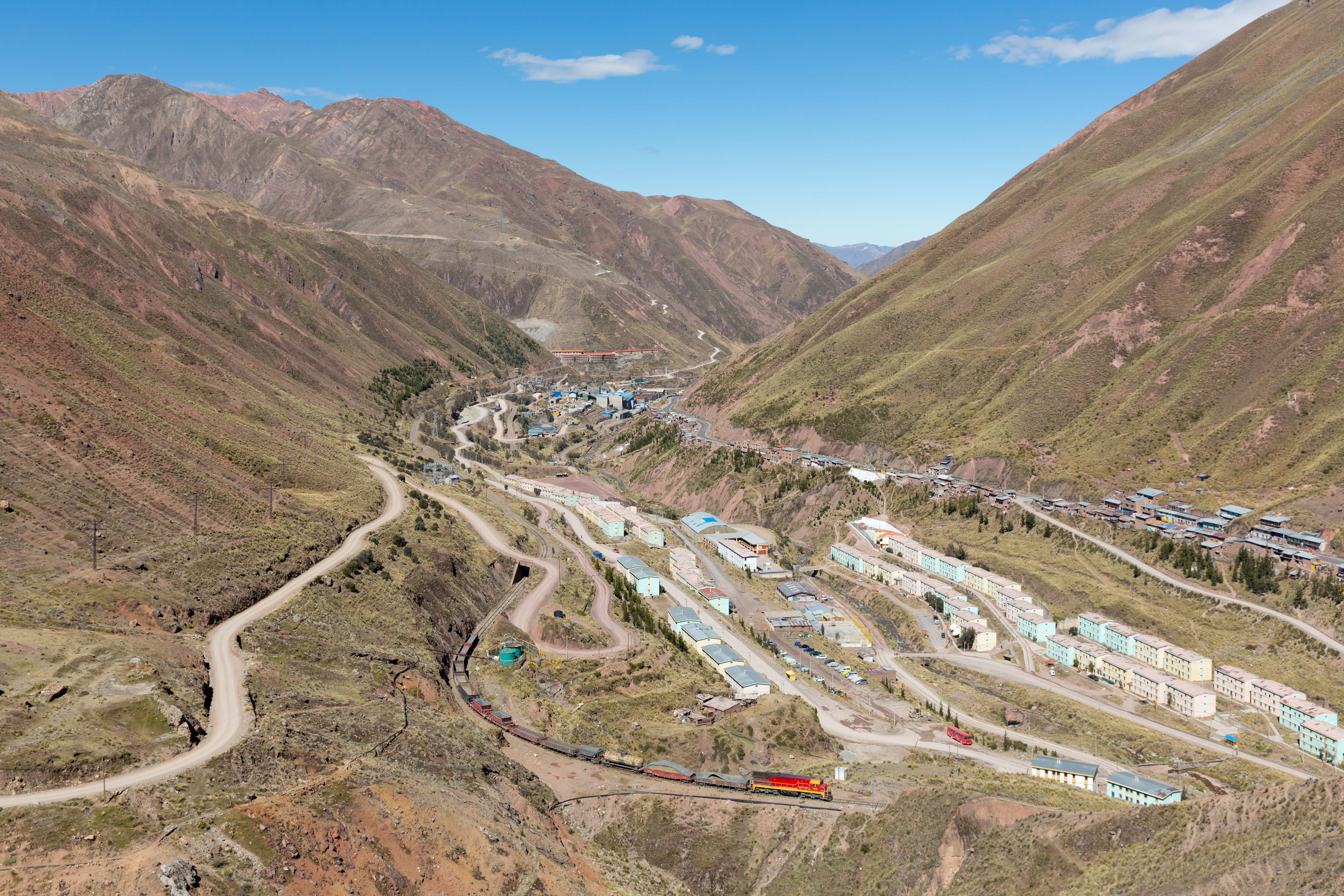

漢奇斯坎查山（Qanchis Kancha），是秘魯的山峰，位於該國中南部利馬大區，由瓦羅奇里省的奇克拉區負責管轄，屬於安地斯山脈的一部分，海拔高度5,000米。